# Érick Rémy
Pour les articles homonymes, voir Rémy (homonymie).
Érick Rémy, né le 27 octobre 1958 à Montréal au Canada, est un journaliste artistique, un animateur de radio, un animateur de télévision conférencier et producteur/réalisateur.

## Biographie
Son père, Edward Rémy, est le cofondateur d'Échos-Vedettes et l'un des pionniers du journalisme artistique au Canada. Érick Rémy a fait ses premiers pas dans le métier alors qu'il n'était âgé que de quelques mois, en jouant dans la première version du téléroman Sous le signe du Lion. À 8 ans, il est critique littéraire (pour enfants) les dimanches matins à CKAC. De 10 à 18 ans, il a fait ses études (Canada, États-Unis et Mexique). Ensuite, il a appris toutes les facettes du métier en faisant tour à tour de la promotion de disque, de la réalisation, de la publicité, de la narration, de la traduction, du doublage, du bruitage, de la recherche, des relations de presse, la direction des programmes (CHLT Télé à Sherbrooke). Il a écrit des chroniques dans le magazine 7 jours et TV 7 Jours. À la radio,  il a animé dans les stations de CJTR (Trois-Rivières), CKBS (St-Hyacinthe), CHRS (Longueuil), CKLM (Laval), CJMS (Montréal), CKVL (Verdun), CIEL-FM (Verdun), Rock-Détente (Montréal) et CKAC (Montréal). Il a animé pendant 4 ans et demi l'émission artistique Le Showbiz Chaud sur les ondes du 98.5 FM à Montréal. 
De 2008 à 2009, il anime l'émission Monsieur Showbiz sur les ondes de TQS. En mars 2010 il a tourné, scénarisé, narré et réalisé son premier documentaire intitulé "Sur les traces de Ganesha" ou il a suivi pendant 18 jours un groupe de 40 Québécois lors d'une quête spirituelle en Inde. Depuis mai 2010, il est journaliste et collaborateur pour TVA Publications; Le Lundi, La Semaine et 7 Jours. Il est également animateur de différentes émissions diffusées à TVLaval; On n'est pas pressé, Laval et Cie, Sur la terrasse, En direct du bureau du maire. En novembre 2013 il a été élu conseiller municipal à Boisbriand. 